# Groengracht
Een groengracht of groene gracht is een terreinscheur of holle weg begroeid met struiken.
In de toponymie worden veel grachten verduidelijkt met groen. In Goetsenhoven bij Tienen komt een groengracht voor aan het Lindeken of Kruisken van Ast, al vermeld in 1665: aent Lindeken t Ast regenoten ... de groengracht, enz.
Groengrachten zijn verzakkingen van de bodem in een dal of delle ten gevolge van erosie. Zulke scheur in het landschap raakt vlug begroeid met struiken en wordt dan een groengracht genoemd.